# Boothville (Luizjana)
Boothville – jednostka osadnicza w Stanach Zjednoczonych, w stanie Luizjana, w parafii Plaquemines.